# Honoré de Paris
Ne doit pas être confondu avec Jacques-Charles Bochart de Champigny.
Charles Bochart de Champigny, dit Honoré de Paris, né le 18 janvier 1566 à Paris et mort en 1624 à Chaumont, est un prêtre capucin français, considéré comme vénérable depuis 1898.

## Biographie

### Famille et formation
Charles est le deuxième des neuf enfants de Jean Bochart de Champigny, conseiller en la cour du Parlement, seigneur de Champigny et parent du Cardinal de Richelieu. Par sa grand-mère maternelle Charles fait également partie de la célèbre famille Briçonnet. Il est également le frère de Jean Bochard.
Charles commence ses études au collège de Clermont, où il fait la connaissance de François de Sales. Il entre ensuite chez les Capucins en 1587 où il reçoit le nom d’Honoré et part faire ses études à Rome et Venise, avec Benoît de Canfield et Ange de Joyeuse ainsi qu'avec, pour professeur, Laurent de Brindes.

### Prêtrise
Rentré en France en 1595, il est ordonné prêtre. Il reçoit successivement, ou conjointement, les charges de définiteur ; Maître des novices, à Verdun puis à Nancy ; provincial ; Commissaire général en Flandres, en Lorraine, à Lyon ; définiteur général et de gardien.
Il fonde alors onze couvents dans la province de Paris, fait de nombreuses prédications, participe à la réforme de plusieurs abbayes féminines comme celles des Bénédictines de Montmartre, du Val de Grâce et des Calvairiennes. Il est ensuite nommé procureur des missions des Capucins de Maragnan au Brésil, où il participe notamment à l’organisation de missions pour la conversion des Protestants. Ses vertus lui valent sans attendre l’estime du pape Urbain VIII.

## Vénérable

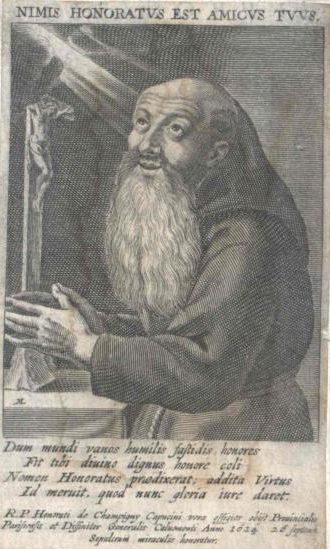
Honoré de Paris en extase.

Immédiatement après sa mort, en 1624, Sébastien Zamet ouvre son procès en béatification pour lequel interviennent les rois Louis XIII, puis Louis XIV. En 1898, le pape Léon XIII le déclare Vénérable par décret ; mais la cause en béatification n’a pas encore abouti.